# شارک ریور هیلز (نیوجرسی)
شارک ریور هیلز (به انگلیسی: Shark River Hills) یک منطقهٔ مسکونی در ایالات متحده آمریکا است که در نپتون، نیوجرسی واقع شده‌است. شارک ریور هیلز ۲٫۵۴۰ کیلومتر مربع مساحت و ۳٬۶۹۷ نفر جمعیت دارد و ۱۵ متر بالاتر از سطح دریا واقع شده‌است.